# 宮西哲也
宮西 哲也（みやにし てつや）は、日本のアニメ演出家・監督。別名義は堂川 セツム。福井県出身。

## 経歴
GONZOに制作進行として入社後、フリーランスの演出家となる。僕のヒーローアカデミアなどでのアクション演出に定評がある。

## 参加作品

### テレビアニメ
2013年
- 超次元ゲイム ネプテューヌ THE ANIMATION（演出助手）
- ストライク・ザ・ブラッド（演出）

2014年
- デュエル・マスターズ VS（助監督・絵コンテ・演出）

2015年
- 青春×機関銃（助監督・絵コンテ・演出）
- デュエル・マスターズ VSR（演出）

2016年
- くまみこ（演出)
- 三者三葉（絵コンテ・演出）
- ブレイブウィッチーズ（演出）

2017年
- ガヴリールドロップアウト（演出)
- TRICKSTER -江戸川乱歩「少年探偵団」より-（演出）
- 僕のヒーローアカデミア（第2期、演出)
- 3月のライオン（第2シリーズ、演出）

2018年
- こみっくがーるず（絵コンテ・演出）
- 僕のヒーローアカデミア（第3期、演出）

2019年
- 僕のヒーローアカデミア（第4期、絵コンテ・演出）

2021年
- SK∞ エスケーエイト（演出）
- スーパー・クルックス（絵コンテ・演出）
- ヴァニタスの手記（2021年 - 2022年、OP絵コンテ・演出）

2022年
- よふかしのうた（チーフディレクター・OP絵コンテ・演出・各話絵コンテ・演出 他）

2024年
- 真の仲間じゃないと勇者のパーティーを追い出されたので、辺境でスローライフすることにしました2nd（絵コンテ）
- 恋は双子で割り切れない（絵コンテ）
- ぷにるはかわいいスライム（絵コンテ・演出・作画監督）

### 劇場アニメ
- ラブライブ!サンシャイン!! The School Idol Movie Over the Rainbow（2019年、演出） - 亀井治、藤井康晶、鈴木孝聡、志賀翔子、三宅和男、綿田慎也、酒井和男と共同
- ジョゼと虎と魚たち（2020年、演出） - 岡田堅二朗、飛田剛、タムラコータローと共同)